# 控制重構
控制重構（Control reconfiguration）也稱為控制重組態，是控制理論領域中动力系统的容錯控制，在有故障時調整控制架構。作法在發生嚴重故障（例如致動器或是感測器不運作），影響控制迴路時，系統可以重新調整其控制組態，以避免系統層的失效。控制重構不但包括架構的重新調整，也包括控制器參數為了配合新的架構而作的參數調整。控制重構是回授控制系統增加可信任性的重要機能之一。

## 重構問題

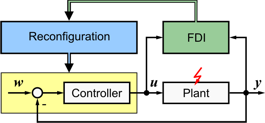
典型主動容錯系統的架構圖。在正常沒有故障的情形，會靠下方的迴路來達到控制目的。故障偵測（FDI）模組會監控閉迴路系統，以檢測並且隔離故障。故障估測訊號會送到重構模組，會調整控制環，在有故障的情形下仍設法達到控制目的

### 故障建模
右圖是一個主動容錯系統的控制器。
系統正常情形下，受控體的線性模型為
{\displaystyle {\begin{cases}{\dot {\mathbf {x} }}&=\mathbf {A} \mathbf {x} +\mathbf {B} \mathbf {u} \\\mathbf {y} &=\mathbf {C} \mathbf {x} \end{cases}}}
若受控體有故障（圖中的紅色箭頭），受控體會變成
{\displaystyle {\begin{cases}{\dot {\mathbf {x} }}_{f}&=\mathbf {A} _{f}\mathbf {x} _{f}+\mathbf {B} _{f}\mathbf {u} \\\mathbf {y} _{f}&=\mathbf {C} _{f}\mathbf {x} _{f}\end{cases}}}
其中下標{\displaystyle f}表示系統有故障。此模型在有故障時，會改變系統的矩陣。致動器故障的影響會以輸入矩陣 {\displaystyle \mathbf {B} _{f}}來表示，感測器故障的影響會以輸出矩陣{\displaystyle \mathbf {C} _{f}}來表示，而內模型故障的影響會以系統矩陣{\displaystyle \mathbf {A} _{f}}來表示。
圖的上方是監控迴路，其中包括故障偵測及隔離（FDI）模組以及重構模組，會用以下方式調整迴路
1. 由{{\displaystyle \mathbf {u} ,\mathbf {y} }}中選擇新的輸入及輸出信號以滿足控制目的。
2. 調整控制器內部狀態（包括其動態結構及參數）
3. 調整參考輸入{\displaystyle \mathbf {w} }.

最後，輸入向量及輸出向量會包括「所有可用的訊號」，和無故障時的輸入輸出訊號不同。
另外一種作法是在故障時，增加外部信號{\displaystyle \mathbf {f} }來調整狀態的微分以及輸出：
{\displaystyle {\begin{cases}{\dot {\mathbf {x} }}_{f}&=\mathbf {A} \mathbf {x} _{f}+\mathbf {B} \mathbf {u} +\mathbf {E} \mathbf {f} \\\mathbf {y} _{f}&=\mathbf {C} _{f}\mathbf {x} _{f}+\mathbf {F} \mathbf {f} \end{cases}}}

### 重構的目的
重構的目的是讓重構後的控制系統維持一定能力的運作，讓整個系統不致於停工。重構的目的會分為以下幾種：
1. 穩定
2. 還原平衡點
3. 還原輸出軌跡
4. 還原狀態軌跡
5. 還原暫態時間響應

重構後閉迴路的內部穩定是最基本的要求。還原平衡點（也稱為弱目的）是指在給定常數輸入後，重構後的迴路可以回到穩態輸出平衡，當時間趨近無限大時，此平衡點要等於沒有故障時的平衡點，此目標確保在重構後的穩態命令追隨特性。還原輸出軌跡（也稱為強目的）更嚴格，要求重構後系統在一輸入下的動態響應要和原系統相同。更進一步的限制是還原狀態軌跡，要求在任何輸入下，重構後系統的狀態軌跡都要和原系統相同。
在實務上多半會要求上述多個目的的組合，例如還原平衡點及穩定。
在特定故障下是否可以達到上述目標，是可重構性分析所探討的議題。

## 重構方式

### 故障隱藏
故障隱藏（Fault hiding）的目的是維持迴路中的主控制器運作，為了這個目的，在故障的受控體及主控制器之間加入了重構模組。重構模組配合有故障的受控體即為重構後的受控體，重構模組會讓重構後的受控體和原始沒有故障時的受控體有相同的特性。

### 線性模型追隨法
在線性模型追隨法（linear model following）中，會設法恢復主要控制迴路的特性。在傳統的廣義逆陣法，會使用閉迴路系統結構中的閉迴路系統矩陣{\displaystyle {\bar {\mathbf {A} }}=\mathbf {A} -\mathbf {B} \mathbf {K} }。會找到新的控制器{\displaystyle \mathbf {K} _{f}}，在导出矩阵范数的概念下近似{\displaystyle {\bar {\mathbf {A} }}}。
在完整的模型追隨中，會引入動態補償器，在特定條件下完全的恢復完整的迴路行為。
在特徵架構指定（eigenstructure assignment）架構下，在故障後，會恢復主要控制迴路的特徵向量及特徵值（特徵架構）。

### 最佳化為基礎的控制架構
最佳化控制架構包括：線性平方控制器設計（LQR)、模型預測控制（MPC）以及特徵結構指定法等。

### 機率性方法
目前已有不少機率性的方法。

### 學習控制
有許多這類應用的學習自動機、類神經網路等。

## 數學工具及框架
有許多種達到控制重構的方式。以下是一些常用的作法。
- 自适应控制（AC）
- 擾動解耦（DD）
- 特徵架構指定（EA）
- 增益規劃（GS）/線性參數變化（LPV）
- 廣義內部模型控制（GIMC）
- 智能控制（IC）
- 线性矩阵不等式（LMI）
- LQR控制器（LQR）
- 模型追隨（MF）
- 模型預測控制（MPC）
- 广义逆阵法（PIM）
- 鲁棒控制控術

## 相關技術
在控制重新組態前，需要先知道是否有出現故障（故障檢測），以及故障影響的元件（故障檢測和隔離）。最好也可以提供故障系統的模型（故障識別）。這些都是工程診斷希望得到的資訊。
故障適應（Fault Accommodation）是另一種達到故障容許度的技術。故障適應和控制重構不同，故障適應只調整內部的控制器，控制器控制及量測的訊號不變，因此無法達到重新調整控制迴路的目的。

## 延伸閱讀
- Blanke, M.; Kinnaert, M.; Lunze, J.; Staroswiecki, M.,  2nd, Springer, 2006
- Steffen, T., , Springer, 2005
- Staroswiecki, M., , , Prague, Czech Republic: IFAC, 2005
- Lunze, J.; Rowe-Serrano, D.; Steffen, T., , , Cambridge, UK., 2003
- Maciejowski, J.; Jones, C., , , Washington D.C., USA: IFAC: 265–276, 2003
- Mahmoud, M.; Jiang, J.; Zhang, Y., , Springer, 2003
- Zhang, Y.; Jiang, J., , , Washington D.C., USA: IFAC: 265–276, 2003
- Patton, R. J., , , Kingston upon Hull, UK: 1033–1055, 1997
- Rauch, H. E., , IEEE Control Systems Magazine, 1995, 15 (6): 37–48, doi:10.1109/37.476385
- Rauch, H. E., , IEEE Control Systems Magazine, 1994, 14 (3): 6–12, doi:10.1109/37.291462
- Gao, Z.; Antsaklis, P.J., , International Journal of Control, 1991, 53 (3): 717–729, doi:10.1080/00207179108953643
- Looze, D.; Weiss, J.L.; Eterno, J.S.; Barrett, N.M., , IEEE Control Systems Magazine, 1985, 5 (2): 16–22, doi:10.1109/mcs.1985.1104940.
- Esna Ashari, A.; Khaki Sedigh, A.; Yazdanpanah, M. J., , International Journal of Control, 2005, 78 (13): 1005–1016, doi:10.1080/00207170500241817.